# تيتان إيه إي
تيتان إيه إي (بالإنجليزية: Titan A.E.)‏ هو فيلم رسوم متحركة أمريكي عن مغامرات الخيال العلمي لما بعد نهاية العالم عام 2000 من إخراج دون بلوث وغاري غولدمان وبطولة أصوات مات ديمون وبيل بولمان ودرو باريمور وجون ليجويزامو وناثان لين وجينين غاروفالو ورون بيرلمان وتون لوك.

## قصة
في عام 3028، أتقنت البشرية السفر في الفضاء السحيق وتفاعلت مع العديد من الأنواع الغريبة. اختراع بشري يسمى «مشروع تيتان» ينبه دريج، وهو نوع غريب قائم على الطاقة. عندما يبدأ دريج بمهاجمة الأرض، يرسل البروفيسور سام تاكر، الباحث الرئيسي في «مشروع تيتان»، ابنه كال على إحدى سفن الإجلاء مع صديقه الفضائي تيك بينما يطير تاكر وأعضاء آخرون من فريقه بمركبة تيتان الفضائية إلى الفضاء الفائق. . تصل سفينة دريج الأم وتطلق سلاحًا موجهًا للطاقة في الأرض يدمر الكوكب تمامًا، بينما الحطام الناتج عن الانفجار يدمر القمر أيضًا. يصبح البشر الباقون على قيد الحياة بدوًا، يسخر منهم عمومًا الأنواع الغريبة الأخرى.
بعد خمسة عشر عامًا، يعمل كال في ساحة الإنقاذ في حزام الكويكبات المسمى تاو 14. يتعقبه جوزيف كورسو، قبطان سفينة الفضاء فالكيري. يكشف كورسو أن تاكر قام بتشفير خريطة للعملاق في الحلقة التي أعطاها لكيل. يخبر تيك كال أن البشرية تعتمد على العثور على تيتان. عندما يهاجم دريج ساحة الإنقاذ، يهرب كال على متن فالكيري مع كورسو وطاقمه: أكيما، طيارة بشرية، جنبًا إلى جنب مع برييد وجون وستيث، الأجانب من مختلف الأنواع.
على كوكب سيشريم، يفسر Gaoul الخريطة، ويكتشفون العملاق المختبئ في سديم أندال. وصول مقاتلي دريج واستولوا على كال وأكيما. في النهاية يتجاهل دريج أكيما ويستخرج خريطة تيتان من كال. ينقذ طاقم كورسو أكيما، بينما يهرب كال في النهاية في سفينة دريج وينضم إلى المجموعة. تغيرت خريطة كال وهي تعرض الآن موقع تيتان النهائي.
أثناء إعادة الإمداد في محطة فضاء بشرية تسمى نيو بانكوك، اكتشف كال وأكيما أن كورسو وبريد يخططان لخيانة تيتان إلى دريج. تمكن كال وأكيما من الهروب من فالكيري، لكن تقطعت بهم السبل في بانكوك الجديدة عندما انطلق كورسو وبقية الطاقم إلى تيتان. بمساعدة مستعمري بانكوك الجديدة، ينقذ كال وأكيما سفينة فضاء صغيرة تُدعى فينيكس ويتسابقان للعثور على تيتان قبل أن يفعل كورسو.
يتنقل كال وأكيما عبر الحقل الجليدي في سديم أندالي ويرسوان بالتيتان قبل وصول فالكيري. اكتشفوا عينات من الحمض النووي لحيوانات الأرض، ورسالة ثلاثية الأبعاد مسجلة مسبقًا تركها البروفيسور تاكر الذي يوضح أن تيتان صُمم لإنشاء كوكب يشبه الأرض. ومع ذلك، بسبب هروبها من الأرض قبل تدميرها، تفتقر خلايا طاقتها إلى الطاقة اللازمة لهذه العملية تمت مقاطعة الرسالة بوصول كورسو وبرييد. يكشف برييد عن نفسه أنه يعمل لدى دريج ويخون كورسو بينما يمسكه وكال وأكيما تحت تهديد السلاح. محاولات مسبقة لقتلهم، لكن كورسو يكسر رقبته ويقتله. ثم يقاتل هو وكال حتى يسقط كورسو في أعماق السفينة.
بعد لحظات، هاجم الدريج السفينة تايتان. بالنظر إلى حقيقة أن دريج، أساسًا، كائنات ذات طاقة نقية، يدرك كال أن تعديل تيتان لاستيعابها سيعيد تنشيط السفينة. لسوء الحظ، من أجل تنفيذ هذه الخطة، يجب على كال إصلاح قاطع الدائرة المعطل؛ ينطلق للقيام بذلك بينما يصرف الطاقم المتبقي من فالكيري الفضائيين. يظهر كورسو، الذي نجا وسمع خطة كال، ويساعد في إيقاف دريج ثم يضحى بنفسه لإكمال الإصلاحات. يمتص تيتان سفينة دريج الأم مع كل شيء على متنها، ويستخدم هذه القوة المكتسبة، جنبًا إلى جنب مع حقل الجليد، لتوليد كوكب جديد صالح للسكن.
يقف كال وأكيما تحت المطر، وهما يحدقان في جمال منزلهما الجديد ويناقشان اسم هذا الكوكب. قام ستيث وجون بتوديع كال وأكيما قبل التحليق في فالكيري تمامًا كما تقترب سفن المستعمرات المليئة بالبشر المتلهفين لبدء الحياة من جديد.

## التقييم
تلقى الفيلم نسبة تأييد 51% من المراجعات على موقع الطماطم الفاسدة بنائاً على 101 مراجعة نقدية، مع متوسط تقييم 10/5.7. على ميتاكريتيك حصل الفيلم على متوسط تقييم 100/48 بناءً على 30 مراجعة، مشيرا إلى ردود فعل متباينة أو متوسطة.

## وصلات خارجية
- تيتان إيه إي على موقع IMDb (الإنجليزية)
- تيتان إيه إي على موقع ميتاكريتيك (الإنجليزية)
- تيتان إيه إي على موقع روتن توميتوز (الإنجليزية)
- تيتان إيه إي على موقع نتفليكس (الإنجليزية)
- تيتان إيه إي على موقع ألو سيني (الفرنسية)
- تيتان إيه إي على موقع Turner Classic Movies (الإنجليزية)
- تيتان إيه إي على موقع أول موفي (الإنجليزية)
- تيتان إيه إي على موقع بوكس أوفيس موجو (الإنجليزية)
- تيتان إيه إي على موقع فيلمافينيتي (الإسبانية)
- تيتان إيه إي على موقع قاعدة بيانات الأفلام السويدية (السويدية)